# نهائي دوري أبطال آسيا 2003
نهائي دوري أبطال آسيا 2003 هي المباراة الختامية لمسابقة دوري أبطال آسيا 2002–03، وهي النسخة الثانية والعشرين من بطولة الأندية الآسيوية لكرة القدم للمستوى الأعلى التي ينظمها الاتحاد الآسيوي لكرة القدم والنهائي الأول بنسخته الجديدة المنطلقة منذ عام 2003 تحت مسمى دوري أبطال آسيا.

## تفاصيل المباراة
| الفريق الأول | إجم. | الفريق الثاني        | مباراة الذهاب | مباراة الإياب |
| ------------ | ---- | -------------------- | ------------- | ------------- |
| العين        | 1–2  | بي إي سي تيرو ساسانا | 0–2           | 1–0           |

### المبارة الأولى
| العين                   | 2–0 | بي إي سي تيرو ساسانا |
| ----------------------- | --- | -------------------- |
| ف.مجيدي 38' · م.عمر 74' |     |                      |

### المبارة الثانية
| بي إي سي تيرو ساسانا  | 1–0 | العين |
| --------------------- | --- | ----- |
| ت.تشايمان 60' (ركلة.) |     |       |

## وصلات خارجية
- AFC Champions League 2003 Official Page (English)
- AFC Champions League 2003 at RSSSF.com